# Военно положение в Полша
Военно положение в Полша се отнася до периода между 13 декември 1981 г. и 22 юли 1983 г., когато авторитарното комунистическо правителство на Полската народна република, ръководено от генерал Войчех Ярузелски, драстично ограничава ежедневието чрез въвеждане на военно положение и военна хунта в опит да потуши политическата опозиция и по-специално движението Солидарност. Хиляди опозиционни активисти са хвърлени в затвора без обвинение, а 91 са убити. Въпреки че военното положение е отменено през 1983 г., много политически затворници не са освободени до общата амнистия през 1986 г.
От 70-те години на миналия век комунистическа Полша е в дълбока икономическа рецесия. Първият секретар Едвард Герек отпуска големи непрекъснати заеми от западни кредитори, за да постигне по-добра икономическа продукция, която вместо това довежда до вътрешна криза. Основни стоки биват силно разпределени, което служи като стимул за създаването на първи антикомунистически профсъюз през 1980 г. в Източния блок, известен като Солидарност. Герек, който позволява на профсъюза да се появи съгласно Гданското споразумение, е освободен от неговия пост по-малко от месец по-късно под натиск от СССР и ограничен до домашен арест. Вече донякъде либералната политика на Полша по отношение на опозицията е тревожна за твърдолинейните в съседния Съветски съюз. Последните се страхуват, че поляците могат да свалят комунизма и да се съюзят със Западния блок. СССР е особено неспокоен, тъй като напускането на най-многолюдната нация от Източния блок от Комекон ще предизвика допълнителни финансови и икономически проблеми, които биха сложили край на комунистическото управление в Централна Европа. След поредица от стачки и демонстрации от служители на главните индустриални региони, Полша директно се насочва към фалит.
Военният съвет за национално спасение е сформиран от новия първи секретар на Полската обединена работническа партия, генерал Войчех Ярузелски, който е решен да сложи край на демонстрациите и да смаже опозицията със сила, ако е необходимо. Има спекулации дали Ярузелски е подбудил военно положение, за да предотврати кръвопролитията, ако Съветският съюз и другите страни от Варшавския договор влязат в Полша съгласно договора за взаимнопомощ, както при Унгарската революция от 1956 и инвазията на Чехословакия през 1968. На 13 декември 1981 Ярузелски обявява въвеждането на военно положение в теливизионна реч, адресирана до цялата нация. Полската народна армия, Гражданаската милиция и танкове навлизат по улиците, за да изплашат демонстрантите, да започнат патрули и да поддържат комендантски час. Междуградските пътувания са забранени, освен ако властите не получат разрежение, недостигът на храна се засилва и цензура е поставена върху всички медии и пощи. Тайните служби подслушват телефони в обществени кабини и държавни институции.
На 16 декември про-Солидарност миньори организират стачка срещу обявяването на военно положение във въглишната мина Вуйек в индустриалния град Катовице. Отрядите на ЗОМО, с прякор „Комунистичеко Гестапо“ от опозицията, брутално умиротворяват Вуйек, което довежда до смъртта на 9 миньори. Всички други демонстрации в Полша са посрещнати с въоръжени сили, които използват водни оръдия, сълзотворени газ, палки и бухалки, за да разпръснат тълпите и да бият протестиращите. Хиляди са задържани, а някои са измъчвани в държавните затвори. На 31 август 1982 г. в меднодобивния град Любин трима души са смъртно ранени. До края на военното положение на 22 юли 1983 г. са убити приблизително 91 души, въпреки че тази цифра варира и все още се обсъжда сред историците.

## Хронология
- 13 декември 1981 г. (неделя)
  - Въведено е военно положение с декрет на Държавния съвет преди този документ да бъде обнародван;
  - В противоречие с Конституцията на ПНР е създадена военна хунта, наречена Военен съвет за народно спасение (WRON), като властта в държавата се поема от армията;
  - Интернирано е мнозинството от членовете на Републиканската комисия на синдиката Солидарност;
  - Преустановени са занятията в училищата и във ВУЗ;
  - Прекъснати са телефонните връзки;
  - Емисиите на радиото и телевизията се контролирани от армията, говорителите в телевизията са във военни униформи;
  - Въведен е милиционерски час;
  - Още същия ден примасът на католическата църква на Полша кардинал Юзеф Глемб разкритикува въвеждането на военно положение и апелира към граждански мир.

- 14 декември 1981 г.
  - В отговор на въвеждането на военно положение Солидарност призовава към стачки
  - Армията окупира корабостроителницата в Гданск.

- 15 и 16 декември 1981 г.
  - Армията и силите за сигурност окупират последователно мините „Юлски манифест“ и „Вуек“.
  - През втория ден при протеста на миньорите са застреляни 9 миньори и 21 са ранени.

- 17 декември 1981 г.
  - Силите за сигурност атакуват манифестацията в Гданск и Краков.
  - В Гданск има една жертва и двама са ранени.

- 20 декември 1981 г. Стачката в пристанището на Гданск е прекратена.

- 21 декември 1981 г. Посланикът на Полша в САЩ Ромуалд Спасовски подава молба за политическо убежище. Военен съд в Полша по-късно го осъжда задочно на смърт за държавна измяна.

- 23 декември 1981 г.
  - Проведена е военна обсада на мините в Катовице;
  - САЩ въвеждат финансово и икономическо ембарго на Полша.

- 28 декември 1981 г.
  - Проведена е военна обсада на мина „Пяст“, с което е прекратено гражданското неподчинение в страната;
  - Посланикът на Полша в Япония Жджислав Рураж подава молба за политическо убежище в САЩ. По-късно е осъден от военен съд задочно на смърт за държавна измяна.

- 4 януари 1982 г. Възстановени са занятията в училищата.

- 6 януари 1982 г. Военната власт разпуска Независимия съюз на студентите.

- 25 януари 1982 г. Сеймът приема за конституционно въвеждането на военно положение в Полша.

- 1 февруари 1982 г. Увеличени са цените на стоките в Полша.

- 5 февруари 1982 г. Най-напред в Швидник (Люблинско), а по-късно и в много други градове започва масово излизане на разходка на гражданите преди 19:30 ч., когато започва излъчването на новините по телевизията.

- 8 февруари 1982 г. Възстановени са занятията във ВУЗ.

- 11 февруари 1982 г. В Швидник е въведен милиционерски час в 19:30 за преустановяване на протестите чрез разходки.

- 22 април 1982 г. Създадена е Временна координационна комисия на Солидарност.

- 31 август 1982 г.
  - Започва общонародна демонстрация по повод на годишнината от августовските събития.
  - В Люблин са застреляни трима демонстранти.

- 31 декември 1982 г. Военното положение на практика е преустановено.

- 14 май 1983 г. Милиционери убиват Гжегож Пшемик. Погребението му на 19 май се превръща в масова демонстрация.

- 22 юли 1983 г. Военното положение в Полша е премахнато и дейността на WRON е преустановена.